# Młodzieżowy Chór „Kantele”
Młodzieżowy Chór „Kantele” powstał 4 września 1987 roku z uczniowskiej inicjatywy Andrzeja Kurowskiego, syna Kazimierza Kurowskiego i Zofii Kurowskiej – pierwszej dyrygent chóru, która prowadziła chór aż do swojej śmierci 10 czerwca 1998 roku. Po tym zdarzeniu dyrygentem chóru została Pani Lilianna Zdolińska, która podczas rocznej pracy z zespołem przygotowała go do wystąpienia na Ogólnopolskim Konkursie Chórów w Bydgoszczy w 1998 roku i wraz z zespołem zdobyła tam Złoty Kamerton. Jeszcze w 1998 roku prowadzenie zespołu objął Roman I. Drozd. Od założenia zespołu do roku 2010 dyrektorem i menadżerem chóru był Kazimierz Kurowski. Od 2005 roku chórem zajmuje się Jolanta Otwinowska.

## Wybrane osiągnięcia
Ogólnopolski Konkurs Chórów a Capella Dzieci i Młodzieży w Bydgoszczy
- 1989 srebrny kamerton
- 1991 złoty kamerton
- 1992 złoty kamerton
- 1993 złoty kamerton
- 1994 srebrny kamerton
- 1995 srebrny kamerton
- 1996 złoty kamerton
- 1997 srebrny kamerton
- 1998 złoty kamerton
- 1999 złoty kamerton
- 2003 złoty kamerton
- 2004 złoty kamerton
- 2011 srebrny kamerton
- 2013 srebrny kamerton
- 2014 złoty kamerton

Ogólnopolski Festiwal Pieśni Religijnej w Rumi
- 1991 wyróżnienie
- 1999 wyróżnienie

Ogólnopolski Festiwal Pieśni o Morzu w Wejherowie
- 1994 wyróżnienie
- 1997 I miejsce

Ogólnopolski Konkurs Chórów Młodzieżowych Brochnica 99
- 1999 I miejsce

Międzynarodowy Festiwal Muzyki Chóralnej im. Feliksa Nowowiejskiego w Barczewie
- 2005 II miejsce

Festiwal Kaszubski
- 1993 II miejsce
- 1994 I Miejsce
- 1995 I Miejsce

2001 Nagroda Główna Ministerstwa Edukacji Narodowej
Ogólnopolski Przegląd Uczniowskich Kameralnych Zespołów Muzyki Dawnej „Schola Cantorum” w Kaliszu
- 1995 Wyróżnienie

Międzynarodowy Konkurs European Choir Games w Magdeburgu
- 2015 srebrny dyplom

Bałtycki Konkurs Chórów Pomerania Cantat w Słupsku
- 2016 złoty dyplom
- 2018 złoty dyplom
- 2019 złoty dyplom
- 2023 srebrny dyplom
- 2024 srebrny dyplom